# لقاعة قيصرية
اللَّقَّاعة القيصرية أو الخضراء هي نوعٌ في فصيلة الخوتعيات. يتغذى الذباب البالغ عادةً على حبوب اللقاح ورحيق الأزهار. تتغذى اليرقات على الجيف.
توجد هي في الغالب من أوربة وآسية وشمال إفريقيا. اكتُشِف في عام 2019 أن يرقاتها تسبب النغف في الخنزير البري في إيطالية.